# AU Conference Center and Office Complex
El AU Conference Center and Office Complex (AUCC) es un edificio en Adís Abeba, Etiopía. Es la sede de la Unión Africana y acoge las cumbres bianuales de la UA. También sirve como centro de conferencias para empresas africanas y de la diáspora. El edificio principal tiene 99,9 metros de altura y es el edificio más alto de Addis Abeba. Su costo fue de 200 millones de dólares estadounidenses financiados por el gobierno chino.

## Construcción

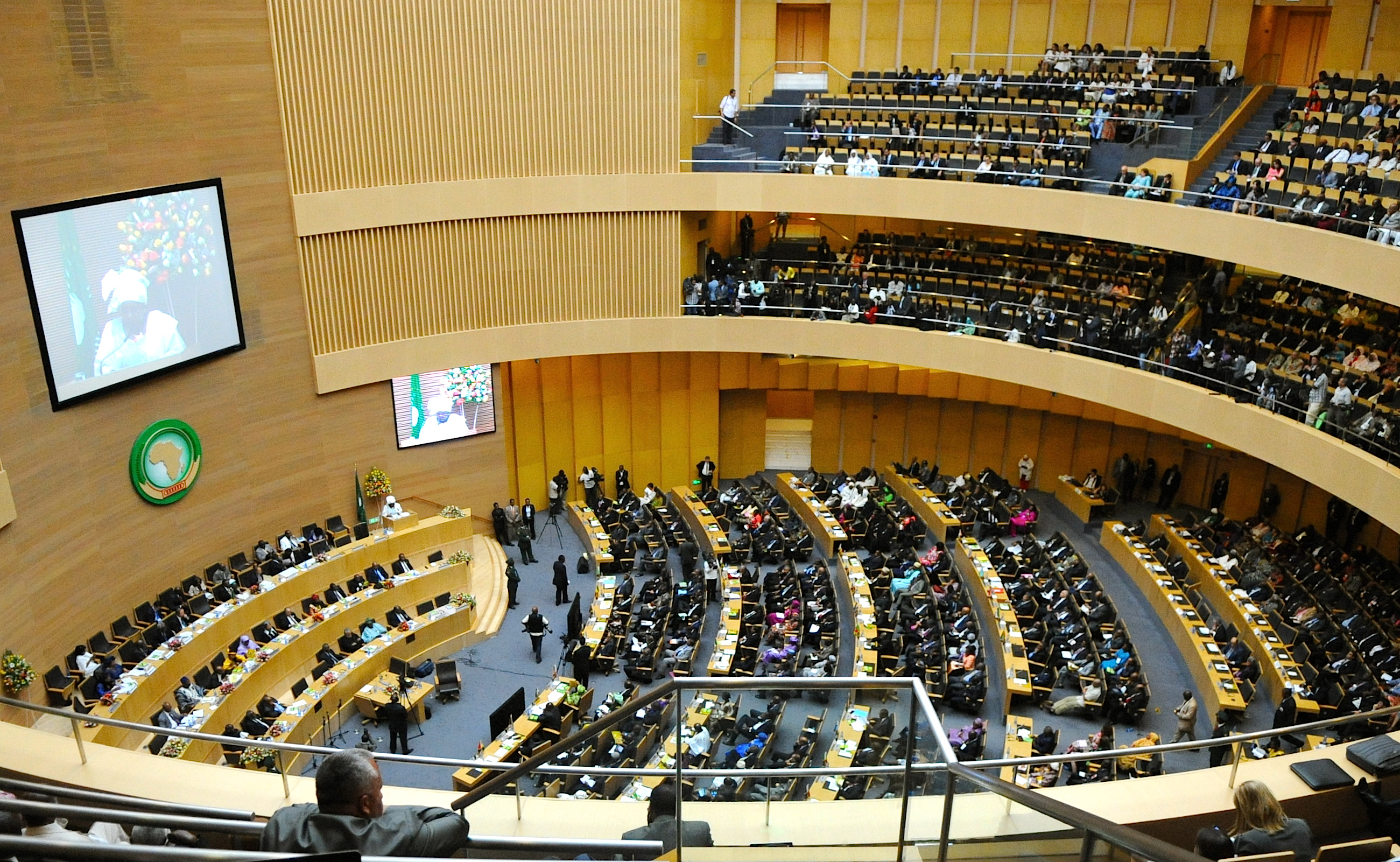
El salón principal de las AUCC. La chapa de madera de las paredes fue importada de China.

El edificio principal fue diseñado y construido con la colaboración de la Universidad de Tongji, Ingeniería de Construcción del Estado de China y el Grupo de Investigación de Arquitectura y Diseño de China, con un presupuesto de 200 millones de dólares estadounidenses donado por el gobierno chino.
El diseño del sitio se asemeja a dos manos abrazándose, simbolizando las relaciones entre África y China, e incluye tanto el arte africano tradicional como la simbología panafricana moderna, con la altura de la torre principal de 99,9 metros como referencia a la adopción del Sirte Declaración de fundación de la Unión Africana el 9 de septiembre de 1999. Sin embargo, la mayoría de los materiales utilizados en la construcción eran chinos y el arte de las paredes se produjo en China. La construcción tomó tres años con una fuerza laboral de 1.200, aproximadamente la mitad de los cuales eran etíopes y la otra mitad eran chinos. El edificio fue inaugurado el 28 de enero de 2012.
La sede del Consejo de Paz y Seguridad de la UA, que forma parte del complejo de las AUCC, se construyó por separado como un regalo de 30 millones de euros del gobierno alemán, bajo los auspicios de la Sociedad Alemana de Cooperación Internacional, y se inauguró en octubre de 2016. A diferencia del edificio principal de las AUCC, el Edificio de Paz y Seguridad fue construido por contratistas etíopes utilizando materiales locales.
Las AUCC están construidas en el sitio de la antigua prisión de Alem Bekagn, utilizada durante la ocupación italiana de Etiopía, y posteriormente por Haile Selassie y Mengistu Haile Mariam para albergar a presos políticos. La decisión de construir la sede de la UA en este antiguo recinto carcelario fue criticada por los sobrevivientes, ya que estaban decepcionados por la falta de reconocimiento por parte de la UA de la tortura utilizada en el sitio.

## Instalaciones
La sede comprende un edificio de oficinas de 20 pisos que alberga los departamentos administrativos de la Comisión de la Unión Africana; una sala de plenos con capacidad para 2.505 personas; y un edificio de subconferencias con 32 salas de conferencias. Tanto el AUCC como el Edificio de Paz y Seguridad están diseñados para ser amigables con el medio ambiente, utilizando enfriamiento pasivo para controlar el clima de los edificios en el calor de Addis Abeba sin un alto consumo de energía. El complejo también contiene el Gran Hotel de la Unión Africana, financiado por el multimillonario etíope-saudí Mohammed Hussein Al Amoudi y administrado por Westin, que es principalmente para albergar a presidentes y diplomáticos durante las cumbres de la UA.

## Acusaciones de espionaje
En enero de 2018, seis años después de la apertura de la AUCC, un informe de la edición africana de Le Monde, confirmado por el Financial Times, afirmaba que el departamento de TI de la UA había descubierto a principios de 2017 que los sistemas informáticos del sitio se conectaban todas las noches a los servidores. en Shanghai y cargando archivos AU, así como grabaciones de micrófonos incrustados en las paredes y muebles. Posteriormente, se eliminó el sistema informático del edificio y la UA rechazó una oferta china para configurar el sistema de reemplazo. Le Monde alegó que la UA había encubierto el ataque para proteger los intereses chinos en el continente.
El gobierno chino negó haber insertado micrófonos en el edificio, y el embajador de China en la UA, Kuang Weilin, calificó el artículo de “ridículo y absurdo” y que las acusaciones tenían la intención de presionar a Beijing y el continente. El primer ministro etíope, Hailemariam Desalegn, dijo que no creía en el informe de los medios franceses. Moussa Faki Mahamat, jefe de la Comisión de la Unión Africana, dijo que las acusaciones en el informe de Le Monde eran falsas. "Estas son acusaciones totalmente falsas y creo que las estamos ignorando por completo". El presidente entrante de la Unión Africana Paul Kagame dijo que no sabía nada al respecto.